# 玛利舞蛛
玛利舞蛛（学名：Alopecosa mariae）为狼蛛科舞蛛属的动物。分布于欧洲、俄罗斯以及中国大陆的西藏、新疆等地，多栖息于草丛。该物种的模式产地在欧洲。